# Frieda Tiltsch
Frieda Tiltsch, född 21 februari 1922, död 11 juli 1994, var en friidrottare från Österrike. Hon deltog vid olympiska sommarspelen 1948 och olympiska sommarspelen 1952.